# Nadine Brandt
Nadine Brandt (* 17. Dezember 1975 in Hamburg) ist eine deutsche Schauspielerin.
Nadine Brandt wirkte bereits in einigen Filmen und Serien mit. Sie wurde durch ihre Rolle als Steffi Sander in der Serie Verbotene Liebe bekannt, die sie über drei Jahre lang spielte. Zurzeit spielt sie in einigen bekannten Fernsehserien mit.

## Filmografie
- 1997–2000, 2005: Verbotene Liebe
- 2000: Lava
- 2000–2003: Herzschlag – Das Ärzteteam Nord
- 2003: Die Rettungsflieger
- 2003: Unser Charly
- 2005: Catering
- 2007: SOKO Köln
- 2009: Family Business (Abschlussfilm MHMK Köln)
- 2011: Der letzte Bulle (Fernsehserie) – Folge: Mord auf Distanz
- 2009–2012: Klinik am Alex